# 4102-es busz
A 4102-es jelzésű autóbuszvonal Ózd, Hangony, Kissikátor és Domaháza között húzódó helyközi vonal, amelyet a Volánbusz Zrt. üzemeltet.

## Útvonala
Ózd autóbusz-állomásról indul. Míg a legtöbb indítása a 25-ös főút kezd el haladni, addig egyesek a város kórházához kitérést tesznek. A Munkás úton indulnak el Farkaslyuk irányába, majd az intézményhez fordul le, néhány járat végállomása. Visszatér az állomás melletti útra és a főút Arló felé tartó szakaszán indul el, a bolyki elágazásban a 2306-os mellékúton megy tovább, azonban egy részén a vele párhuzamosan futó Árpád vezér úton közlekedik. Nemsokkal később Szentsimon városrészébe érkezik, a vonal egészen 10. kilométeréig az ózdi 20-as és 20A vonalakkal egy úton halad. Első települése Hangony, melynek északi lakott részébe mindössze egyetlen munkanapi esetben nem nyújt eljutást. A szlovák határhoz közel eső utakon következőnek Kissikátor zsákfaluba szinte minden esetben betér, majd a vonal végállomását, a Nógrád megye határán fekvő Domaházát szolgálja ki legvégül, mely viszont tömegközlekedésileg zsákfalu.
Ellentétes irányban útvonala változatlan.
Ózd Autóbusz-állomás – Kórház – Szentsimon, autóbusz-váróterem szakaszán a helyi jegyek és bérletek elfogadottak a járatokon.

## Közlekedése
Indításszáma átlagos, ezen a járaton kívül a 4186-os busz szolgálja ki a mindössze 25 kilométert utat, azonban a járásközpont területén jóval kevesebb megállót érint. Ózd autóbusz-állomáson autóbuszos kapcsolat biztosított Miskolc felé/felől.
| Viszonylat                       | Indításszám     | Közlekedési rend          |
| -------------------------------- | --------------- | ------------------------- |
| Ózd, aut. áll. – Hangony, felső  | 2 oda, 3 vissza | munkanapokon              |
| Ózd, aut. áll. – Domaháza, posta | 6 oda, 5 vissza | tanítási napokon          |
| Ózd, aut. áll. – Domaháza, posta | 6 oda, 4 vissza | tanszünetben munkanapokon |
| Ózd, aut. áll. – Domaháza, posta | 7 pár           | szabadnapokon             |
| Ózd, aut. áll. – Domaháza, posta | 6 pár           | munkaszüneti napokon      |
| Ózd, kórház ➝ Hangony, felső     | 1 oda           | munkanapokon              |
| Ózd, kórház – Domaháza, posta    | 1 pár           | munkanapokon              |
| Ózd, kórház – Domaháza, posta    | 1 pár           | szabadnapokon             |

## Megállóhelyei
| 0                                                                        | Ózd, autóbusz-állomás végállomás       | 0.0 km  | 1, 2, 2A, 3, 4, 6, 7, 8, 12, 20A, 23, 26, 46, 47, 68, 74, 76, 78 1031, 1034, 1051, 1369, 1384, 1411 3410, 3770, 3773, 4101, 4104, 4140, 4145, 4147, 4148, 4150, 4151, 4153, 4155, 4157, 4158, 4160, 4161, 4180, 4185, 4186 |
| 1                                                                        | Ózd, Hotel Ózd                         | 0.6 km  | 1, 2, 4, 8, 12, 20, 21, 23 4101, 4153, 4158, 4160, 4161 |
| 2                                                                        | Ózd, 48-as utca 8.                     | 1.0 km  | 1, 2, 4, 8, 12, 20, 21, 23 4101, 4158 |
| 3                                                                        | Ózd, Petőfi tér                        | 1.2 km  | 1, 2, 4, 8, 12, 20, 21, 23 3410, 3412, 4101, 4153, 4154, 4157, 4158, 4160, 4161 |
| 4                                                                        | Ózd, kórház vonalközi végállomás       | 1.8 km  | 1, 2, 4, 12, 20, 21 4101 |
| 5                                                                        | Ózd, Petőfi tér                        | 2.3 km  | 1, 2, 4, 8, 12, 20, 21, 23 3410, 3412, 4101, 4153, 4154, 4157, 4158, 4160, 4161 |
| 6                                                                        | Ózd, József Attila utca 3.             | 2.6 km  | 1, 2, 4, 8, 12, 20, 21, 23 4101, 4158 |
| 7                                                                        | Ózd, Hotel Ózd                         | 3.0 km  | 1, 2, 4, 8, 12, 20, 21, 23 4101, 4153, 4158, 4160, 4161 |
| Csak az innen indulók / ide érkezők érintik a Gyujtó tér helyett.        |                                        |         | |
| ∫                                                                        | Ózd, autóbusz-állomás végállomás       | ∫       | 1, 2, 2A, 3, 4, 6, 7, 8, 12, 20A, 23, 26, 46, 47, 68, 74, 76, 78 1031, 1034, 1051, 1369, 1384, 1411 3410, 3770, 3773, 4101, 4104, 4140, 4145, 4147, 4148, 4150, 4151, 4153, 4155, 4157, 4158, 4160, 4161, 4180, 4185, 4186 |
| 8                                                                        | Ózd, Gyujtó tér                        | 3.6 km  | 2, 2A, 4, 6, 7, 8, 12, 20, 20A, 21, 23, 26, 46, 47, 63, 68, 74, 76, 78 |
| 9                                                                        | Ózd, Városház tér                      | 4.2 km  | 2, 2A, 6, 12, 20, 20A, 21, 23, 26, 46, 63, 68, 76 1369, 1384 3770, 4180, 4185, 4186 |
| 10                                                                       | Ózd, bolyki elágazás                   | 4.8 km  | 2, 2A, 6, 12, 20, 20A, 21, 23, 26, 46, 63, 68, 76 1031, 1034, 1051, 1369, 1384 3770, 4180, 4185, 4186 |
| 11                                                                       | Ózd, Zrínyi utca 5.                    | 5.2 km  | 2, 2A, 12, 20, 20A, 21, 23, 26 1369 3770, 4186 |
| 12                                                                       | Ózd, Árpád vezér általános iskola      | 5.6 km  | 2, 2A, 12, 20, 20A, 21, 23, 26 1369 3770, 4186 |
| 13                                                                       | Ózd, civil ház                         | 5.9 km  | 2, 2A, 12, 20, 20A, 21, 23, 26 1369 3770, 4186 |
| 14                                                                       | Ózd, strandfürdő                       | 6.2 km  | 2, 2A, 12, 20, 20A, 21, 23, 26 1369 3770, 4186 |
| 15                                                                       | Ózd, Bolyki főút ABC áruház            | 6.6 km  | 2, 2A, 12, 20, 20A, 21, 23, 26 1369 3770, 4186 |
| 16                                                                       | Ózd, Bolyki főút Asztalos Kft.         | 7.0 km  | 2, 2A, 12, 20, 20A, 21, 23, 26 1369 3770, 4186 |
| 17                                                                       | Ózd, ruhagyár                          | 7.4 km  | 2, 2A, 20, 20A 3770, 4186 |
| 18                                                                       | Ózd, Bolyki főút 94.                   | 7.9 km  | 20, 20A |
| 19                                                                       | Ózd (Szentsimon), szurdoktető          | 8.5 km  | 20, 20A 4186 |
| 20                                                                       | Ózd (Szentsimon), nagykert             | 9.0 km  | 20, 20A 4186 |
| 21                                                                       | Ózd (Szentsimon), tűzoltószertár       | 9.7 km  | 20, 20A 4186 |
| 22                                                                       | Ózd (Szentsimon), autóbusz-váróterem   | 10.3 km | 20, 20A 4186 |
| Helyi jegyek és bérletek érvényességi határa                             |                                        |         | |
| 23                                                                       | Hangony, itabolt                       | 11.6 km | 4186 |
| Munkanapokon 1 alkalommal nem érintett.                                  |                                        |         | |
| 24                                                                       | Hangony, községháza                    | 12.2 km | 4186 |
| 25                                                                       | Hangony, italbolt vonalközi végállomás | 12.7 km | 4186 |
| 26                                                                       | Hangony, községháza                    | 13.2 km | 4186 |
| 27                                                                       | Hangony, itabolt                       | 13.8 km | 4186 |
| 28                                                                       | Hangony, Szőnyi Márton utca 2.         | 14.5 km | 4186 |
| 29                                                                       | Rakdócatanya                           | 15.2 km | 4186 |
| 30                                                                       | Tartalócatanya                         | 16.3 km | 4186 |
| 31                                                                       | Hangonyi halastó bejárati út           | 17.2 km | 4186 |
| 32                                                                       | Nagycinegés                            | 18.9 km | 4186 |
| Tanítási napokon 2; tanszünetben munkanapokon 1 alkalommal nem érintett. |                                        |         | |
| 33                                                                       | Kissikátor, kultúrház                  | 21.0 km | 4186 |
| 34                                                                       | Domaháza, Béke utca                    | 24.7 km | 4186 |
| 35                                                                       | Domaháza, posta végállomás             | 25.5 km | 4186 |